# Laguna Palapa
Laguna Palapa är en ort i Mexiko.   Den ligger i kommunen Coscomatepec och delstaten Veracruz, i den sydöstra delen av landet, 220 km öster om huvudstaden Mexico City. Laguna Palapa ligger 1 491 meter över havet och antalet invånare är 254.
Terrängen runt Laguna Palapa är lite bergig, och sluttar österut. Runt Laguna Palapa är det tätbefolkat, med 276 invånare per kvadratkilometer. Närmaste större samhälle är Heroica Coscomatepec de Bravo, 2,8 km väster om Laguna Palapa. I omgivningarna runt Laguna Palapa växer i huvudsak städsegrön lövskog.